# 民團 (防禦團體)

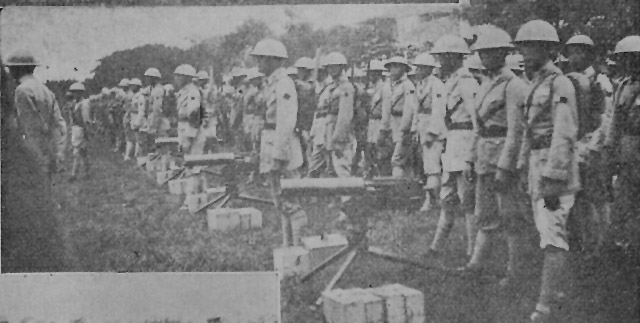
1930年代廣西民團團丁

民團是一種由地方平民志愿者組織或由地方豪族资助筹建的武装团体，其主要工作爲保护当地居民的生命财产安全，比如防禦盜賊掠夺、剿猎危险的野兽和应对对外的土地利用和疆界纠纷。民团自古就是地方自治的基础政体常见的有治安和民兵性质的社区组织。中華民國大陸時期，民團的领袖由退伍回鄉的軍官擔任，但没有民兵的准军事组织结构（如正规的军衔和编制）。在中华人民共和国时期，正规编制的武警、民兵和职业的社区保安基本上承担了所有的基层治安和防卫职能，但在历史上普遍“皇权不下县”的乡村和偏远地区仍然存在各种规模形态的民团组织，是许多警民冲突、群体性事件和有组织犯罪的催化因素之一。